# سهم الماء القزمي
سهمية قزمية (الاسم العلمي:Sagittaria pygmaea) هي نوع من النباتات تتبع جنس السهمية من الفصيلة المزمارية. ويعتبر من أنواع النبات الصالح للأكل.